# فریدریک اوزانام
فریدریچ اوزانام (انگلیسی: Frédéric Ozanam; ۲۳ آوریل ۱۸۱۳ – ۸ سپتامبر ۱۸۵۳) قدیس مسیحی اهل فرانسه بود.